# Mindoro Occidental
Mindoro Occidental (en filipí Kanlurang Mindoro, en anglès Western Mindoro) és una província de les Filipines situada a la regió de MIMAROPA. Ocupa la part occidental de l'illa de Mindoro, mentre que la part restant de l'illa pertany a la província de Mindoro Oriental. La província agrupa també les illes de Lubang, Ambil, Bolo i Cabra al nord i Ilin i Ambulog al sud. Mindoro Occidental està banyada pel Canal d'Illa Verda al nord, que la separa de Batangas, i l'estret de Mindoro a l'oest, que la separa de l'illa de Busuanga. El municipi de Mamburao és la capital de la província.

## Divisió administrativa
La província de Mindoro Occidental es compon d'11 municipis, subdividits alhora en 162 barangays.

### Municipis
| - Abra de Ilog - Calintaan - Looc - Lubang | - Magsaysay - Mamburao - Paluan - Rizal | - Sablayan - San Jose - Santa Cruz |